# Rolf Bollmann (Fussballspieler)
Rolf Bollmann (* 17. Juli 1948 in Weisslingen) ist ein ehemaliger Schweizer Fussballspieler und Manager. Der Abwehrspieler war Schweizer Nationalspieler.
Er spielte seit der Juniorenzeit beim FC Winterthur, der 1968 in die Nationalliga A aufstieg. Der Club schaffte es 1972 und 1973 ins Endspiel des Schweizer Ligacups und 1975 des Schweizer Cups. Mit 199 Spielen ist Bollmann der Spieler mit den meisten Einsätzen für den FC Winterthur in der höchsten Schweizer Spielklasse seit der Gründung der Nationalliga im Jahr 1933.
1976 wechselte er zum FC St. Gallen, bei dem er bis 1979 unter Vertrag stand. 1978 konnte der Ligacup gewonnen werden. Bollmann wurde 1974 einmal in die Schweizer Nationalmannschaft berufen. Nach dem Ende seiner Karriere gestand er die Nutzung von Dopingmitteln wie Captagon, das er von Fritz Künzli erhalten habe.
Später war er im Management von Adidas und Helsana. Er war Verlagsleiter während der Fusion von Badener Tagblatt und Aargauer Tagblatt. 1999 gründete er mit Schibsted die Pendlerzeitung 20 Minuten. Von 2005 bis 2012 gehörte er der Unternehmensleitung von Tamedia an. Dann wurde er CEO und Mitinhaber der Basler Zeitung Medien.